# Luiz Henrique (calciatore 1981)
Luiz Henrique da Silva Alves meglio noto solo come Luiz Henrique (Rio de Janeiro, 2 luglio 1981) è un ex calciatore brasiliano, di ruolo centrocampista.